# Campo Elías
Campo Elías is een gemeente in de Venezolaanse staat Mérida. De gemeente telt 115.000 inwoners. De hoofdplaats is Ejido.